# XØ
XØ é o álbum de estreia da banda Leathermouth, foi lançado em 27 de janeiro de 2009. O primeiro single da banda foi lançado em 3 de dezembro de 2008, "Bodysnatchers 4 Ever", que também contava com uma versão demo. Esse mesmo dia se conheceu o nome e a data de lançamento do primeiro disco, que se chamaria "XØ" e seria lançado em 27 de janeiro de 2009. Apesar desse álbum não ter entrado na parada Billboard 200, ficou em 21° lugar na Top Heatseekers.

## Letras
Leathermouth foi o primeiro projeto do vocalista Frank Iero, onde escreveu as letras. Ele usou essa banda como uma forma de desabafar sobre as coisas que o deixam zangado e também sobre os problemas relacionados à depressão e aos problemas de ansiedade. Muitas canções abordam "tópicos que as pessoas querem esquecer que existem" e o álbum como um todo sugere que "o mundo vai uma merda, e alguém tem que dizer isso." A música "5th Period Massacre" reflete os sentimentos de Iero sobre tiroteios em escolas e como a indústria do entretenimento é frequentemente culpada por esses eventos, e a canção "Sunsets Are For Muggings" é sobre as visitas de Iero ao psiquiatra e as doenças mentais em sua família. Iero discute seus sentimentos sobre o tema do álbum:
Eu diria que este álbum é sobre tentar acordar as pessoas para o que está acontecendo bem na frente de seus olhos. Todos nós estamos tentando ao máximo fingir que coisas ruins não acontecem a pessoas boas, e que existe algum poder superior cuidando de nós... mas isso é besteira. Pare de cobrir os olhos de seus filhos. Está tudo fodido, e fingir que não é não está melhorando as coisas. Estou cansado de ver pessoas orando por uma mudança quando cabe a eles levantarem a cabeça e fazer a mudança.
- Frank Iero
As letras também foram inspiradas em filmes de terror dos anos 80 que Iero assistia quando criança, e muitas canções do álbum eram sobre os problemas atuais e usavam imagens de filmes de terror dos anos 80 para ilustrar esses pontos.
Frank Iero disse recentemente em uma entrevista à Alternative Press que o Serviço Secreto fez uma visita a ele sobre sua canção "I Am Going to Kill the President of the United States of America". Ele explicou que o escreveu quando estava em uma turnê no exterior com o My Chemical Romance. Ele assistia a comícios antiamericanos todos os dias e explicou que os escreveu do ponto de vista do manifestante. O Serviço Secreto disse a ele que se ele relançasse a música ou a tocasse ao vivo novamente, ele seria condenado a cinco anos de prisão.

## Lançamento
Em 2 de dezembro de 2008, XO foi anunciado para lançamento em janeiro de 2009. Também em dezembro, a banda realizou alguns shows. Em 8 de janeiro de 2009, "Sunsets Are for Muggings" foi postado no MySpace do grupo. XO foi disponibilizado para streaming em 20 de janeiro, antes de ser lançado pela Epitaph Records em 27 de janeiro.  Em 12 de fevereiro, um videoclipe de "Bodysnatchers 4 Ever" foi lançado no MySpace do grupo.

## Faixas
Todas as faixas escritas e compostas por Leathermouth e Frank Iero. 
| N.º            | Título                                                             | Duração |  |
| 1.             | "5th Period Massacre"                                              | 2:13    |  |
| 2.             | "Catch Me If You Can"                                              | 2:30    |  |
| 3.             | "This Song Is About Being Attacked by Monsters"                    | 2:40    |  |
| 4.             | "I Am Going to Kill the President of the United States of America" | 2:58    |  |
| 5.             | "Murder Was the Case That They Gave Me"                            | 2:46    |  |
| 6.             | "Sunsets Are for Muggings"                                         | 1:57    |  |
| 7.             | "My Lovenote Has Gone Flat"                                        | 2:21    |  |
| 8.             | "Your Friends Are Full of Shit"                                    | 2:05    |  |
| 9.             | "Bodysnatchers 4 Ever"                                             | 2:10    |  |
| 10.            | "Leviathan"                                                        | 1:57    |  |
| Duração total: | Duração total:                                                     | 23:37   |  |

Faixa bônus do iTunes
11. "Myself" - 2:14

## Créditos
- Frank Iero - vocais principais
- Rob Hughes - guitarra, vocais de apoio
- Eddie Auletta - guitarra
- John McGuire - baixo, vocais de apoio
- James Dewees - bateria, percussão